# 克娄巴特拉与凯撒
《克娄巴特拉与凯撒》（法語：Cléopâtre et César）是法国学院派艺术家让-莱昂·热罗姆的一幅油画，创作于1866年。
这幅画最初是由法国妓女拉帕瓦委托绘制，但作品完成后，她感到不满意，将其归还给热罗姆。阿克曼说，拉帕瓦觉得太贵。热罗姆在背面添加画布，来增强画的强度，随后由他的岳父阿道夫·古皮尔（Adolphe Goupil，1806-1893）购买，他是19世纪法国领先的艺术品经销商。1859年，热罗姆第一次见到古皮尔，几年后娶了他的女儿玛丽。
《克娄巴特拉与凯撒》是热罗姆在1866年巴黎沙龙展出的三幅作品之一。1871年在皇家艺术研究院展出。
热罗姆的画作是最早描绘克娄巴特拉七世从地毯出来，出现在凯撒面前的现代画作之一。这是一个小小的历史错误，源于对普鲁塔克的《凯撒的一生》中场景的误译，以及“地毯”一词随时间的语义变化。这部作品被认为是“埃及狂热”的经典范例。
1870年代，加州银行家、慈善家和纽约房地产开发商达瑞斯·奥格登·米尔斯（Darius Ogden Mills）买下这幅画。这幅画由米尔斯家族收藏了一个多世纪，直到1990年出售给私人收藏家。

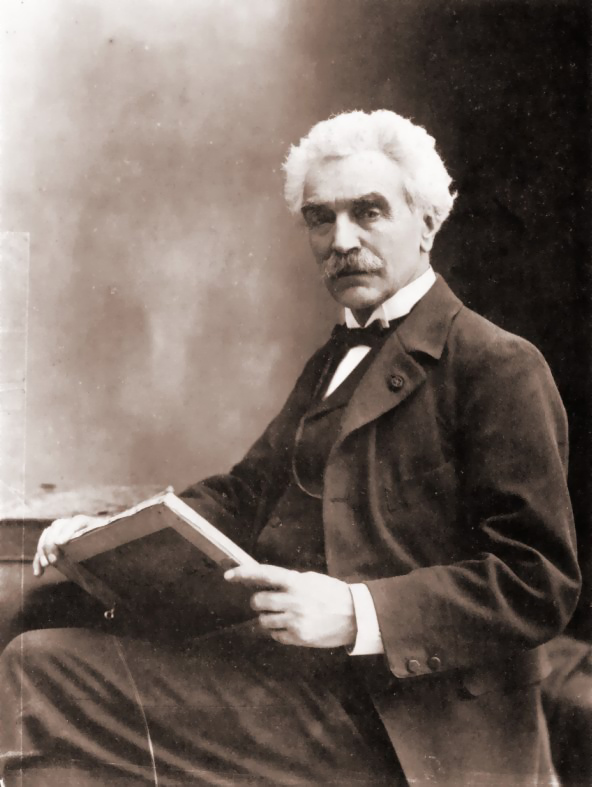
热罗姆

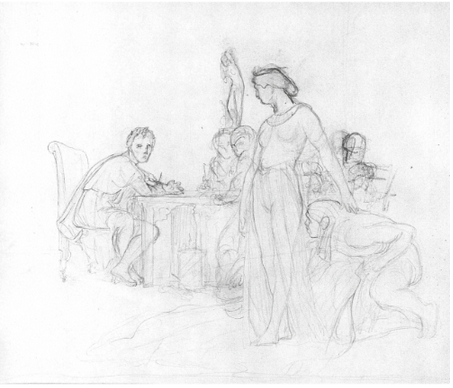
铅笔草图

这幅画描绘的是公元前47年，克娄巴特拉站在凯撒大帝面前，她的仆人阿波罗多鲁斯刚刚用地毯把她偷运到宫殿内。人物大约是真人的一半大小。